# Jason Rüesch
Jason Rüesch (Davos, 16 maggio 1994) è un fondista svizzero.

## Biografia
Originario di Davos e attivo in gare FIS dal marzo del 2010, Rüesch ha esordito in Coppa del Mondo il 13 dicembre 2014 a Davos (53º) e ai Campionati mondiali a Lahti 2017, dove si è classificato 25º nello skiathlon e 4º nella staffetta. Due anni dopo nella rassegna iridata di Seefeld in Tirol 2019 si è piazzato 47º nella sprint; il 1º marzo 2020 ha conquistato a Lahti in staffetta il primo podio in Coppa del Mondo (2º). Ai Mondiali di Oberstdorf 2021 si è classificato 20º nella 15 km, 11º nella 50 km, 15º nello skiathlon e 5º nella staffetta. Ai XXIV Giochi olimpici invernali di Pechino 2022, suo esordio olimpico, si è piazzato 53º nella 15 km, 17º nella 50 km e 27º nello skiathlon; ai Mondiali di Trondheim 2025 ha vinto la medaglia d'argento nella staffetta ed è stato 18º nella 50 km e 22º nello skiathlon.

## Palmarès

### Mondiali
- 1 medaglia
  - 1 argento (staffetta a Trondheim 2025)

### Coppa del Mondo
- Miglior piazzamento in classifica generale: 67º nel 2021
- 2 podi (a squadre):
  - 1 secondo posto
  - 1 terzo posto